# (3036) Krat
(3036) Krat ist ein Asteroid des Hauptgürtels, der am 11. Oktober 1937 vom russischen Astronomen Grigori Nikolajewitsch Neuimin in Simejis entdeckt wurde.
Der Asteroid ist nach dem russischen Astronomen Wladimir Alexeiewitsch Krat benannt.